# فلورنسا بيل
فلورنسا بيل (بالإنجليزية: Jane Bell)‏ (و. 1910 – 1998 م) هي عداءة سريعة كندية، ولدت في تورونتو، شاركت في الألعاب الأولمبية الصيفية 1928، توفيت في فورت مايرز، عن عمر يناهز 88 عاماً.
.

## روابط خارجية
- فلورنسا بيل على موقع اللجنة الأولمبية الدولية (الإنجليزية)
- فلورنسا بيل على موقع أوليمبيديا (الإنجليزية)
- فلورنسا بيل على موقع قاعة كندا للمشاهير الرياضية (الإنجليزية)